# Barwice (gmina)
Pour la ville, voir Barwice.
Barwice est une gmina mixte du powiat de Szczecinek, Poméranie occidentale, dans le nord-ouest de la Pologne. Son siège est la ville de Barwice, qui se situe environ 23 km à l'ouest de Szczecinek et 122 km à l'est de la capitale régionale Szczecin.
La gmina couvre une superficie de 258,89 km2 pour une population de 9 840 habitants en 2016.

## Géographie
Outre la ville de Barwice, la gmina inclut les villages de Bącki, Białowąs, Bierzkowo, Borzęcino, Brzeźno, Chłopówko, Chłopowo, Chwalimka, Chwalimki, Cybulino, Dobrzycko, Gąski, Gonne Małe, Górki, Grabiążek, Gwiazdowo, Jadwigowo, Jagielnik, Jeziorki, Kaźmierzewo, Kłodzino, Knyki, Kobacz, Kobuz, Kołątek, Kolonia Łęknica, Kolonia Przybkowo, Kolonia Sulikowo, Koprzywienko, Koprzywno, Korzec, Krzyka, Krzywolas, Łęknica, Liwiec, Luboradza, Lubostronie, Niemierzyno, Nowa Łęknica, Nowe Koprzywno, Nowy Chwalim, Nowy Grabiąż, Ostropole, Ostrowąsy, Parchlino, Piaski, Polne, Przybkówko, Smaga, Śmilcz, Stare Koprzywno, Stary Chwalim, Stary Grabiąż, Sulikowo, Świerk, Tarmno, Trzemienko, Uradz, Weje, Wojsławiec, Żdżar et Żytnik.
La gmina borde les gminy de Borne Sulinowo, Czaplinek, Grzmiąca, Połczyn-Zdrój, Szczecinek et Tychowo.

## Jumelage
- Malente (Allemagne) depuis le 21 avril 1998[2]